# Alex Kidd (personnage)
Ne doit pas être confondu avec Alexkid.
Alex Kidd fut avant Sonic la mascotte de l'éditeur de jeux vidéo Sega : c’est le premier personnage créé par les développeurs de Sega par Kotaro Hayashida et Rieko Kodama, pour concurrencer Mario.
Dans la seconde moitié des années 1980, Alex Kidd a pris la place de "Opa-Opa" du jeu Fantasy Zone comme mascotte officielle de Sega.
Il apparaît pour la première fois dans Alex Kidd in Miracle World en 1986. Dans la version sortie sur cartouche le personnage à la tête et aux poings disproportionnés (question pratique pour le jeu) se nourrit d'onigiris (boulette de riz farcie d'umeboshi (prune salée) tandis que dans la version incluse dans la console il se nourrit d'hamburgers.
En réalité, c’est un garçon de 14 ans au look très manga des années 1980 inspiré par Bruce Lee et Sun Wukong. Ses caractéristiques physiques sont : de gros favoris, un habit rouge, possède une gemme bleue et le principal, de grosses oreilles (simiesque ou elfique ?).
Le personnage ne connaîtra que quelques années de gloire : trop japonais dans l’âme, il n’était pas vraiment adapté à l’époque pour le marché international. De plus, avec l'apparition de la Mega Drive, Sega se voulait résolument plus adolescent. Alex Kidd trop enfantin ne correspondait plus.
Sega dut donc créer une « nouvelle mascotte » capable de séduire les États-Unis tout en symbolisant le nouvel état d’esprit de la société instaurée par la nouvelle génération de consoles. Ainsi naquit Sonic le hérisson.
C’est donc en 1991 que le concurrent de Mario chez Sega, avant un petit garçon aux favoris, devint le célèbre hérisson bleu.
Alex Kidd termine ses premières aventures en 1990 dans Alex Kidd in Shinobi World ; en juin 2020, une reprise d'Alex Kidd in Miracle World, intitulée Alex Kidd in Miracle World DX, est annoncée sur Windows, Xbox One, PlayStation 4 et Nintendo Switch, avec une sortie prévue pour le premier trimestre 2021.

## Apparitions

### En tant que personnage principal
Alex Kidd apparaît dans :
- Alex Kidd in Miracle World (1986, Master System) ;
- Alex Kidd and the Lost Stars (1986 sur Sega System 16, puis 1988 sur Master System) ;
- Alex Kidd BMX Trial (1987, Master System) ;
- Alex Kidd in High-Tech World (1989, Master System) ;
- Alex Kidd in the Enchanted Castle (1989, Mega Drive) ;
- Alex Kidd in Shinobi World (1990, Master System) ;
- Alex Kidd in Miracle World DX (2021, Windows, Xbox One, PlayStation 4, Nintendo Switch).

Il n'y eut plus d’autres opus, puisque Sonic prit le relais en 1991.
Malgré cela, Alex Kidd restera pour de nombreux fans le symbole de la Master System.

### Autres apparitions
Alex Kidd se retrouve parmi les nombreux clins d'œil du jeu Segagaga, sorti en 2001 sur Dreamcast. Ironie du sort, il y vend des onigiris. Alex Kidd voit enfin sa première aventure réapparaître sur PlayStation 2 dans la collection de remakes Sega Ages. Il fait également presque 15 ans plus tard une apparition en personnage caché dans Sega Superstars Tennis, sa seule réapparition en tant que personnage jouable à part entière et en 3D.
C'est en 2010 que le personnage apparaît dans Sonic and Sega All-Stars Racing, puis dans Sonic and All-Stars Racing Transformed.